# Król serca
Król serca (oryg. Baadshah) – bollywoodzki komediodramat, kino akcji i musical wyreżyserowany w 1999 roku przez braterski duet Abbas-Mustan. W rolach głównych wystąpili indyjscy aktorzy Shah Rukh Khan i Amrish Puri.

## Fabuła
Raj (Shah Rukh Khan) nazywa siebie Badshahem (królem). Baadshah, król serca, który łączy w sobie siłę i słabość, porywa, śmieszy i rozczula. W rzeczywistości jest jednak tylko zwariowanym detektywem, przyjmującym najdziwniejsze przypadki. Jednym z tych przypadków jest zadanie, które zleca mu bogaty Jhunjhunwala. Zamawia on u niego rozkochanie i porzucenie pięknej Seemy (Twinkle Khanna). Liczy on, że porzucona łatwiej zgodzi się na ślub z jego synem. Raj nie ma żadnych wyrzutów sumienia. Z zimną krwią i swoistym urokiem uwodzi Seemę, ale porzucenie jej sprawia mu ból. "Król" się zakochał. Nie ma jednak czasu na tęsknotę i smutek, bo czeka go kolejne zadanie – uwolnienie porwanej córeczki przemysłowca Mahendry. W trakcie akcji gangsterzy mylą go z agentem policji o pseudonimie "Baadshah". Zabiwszy agenta na rozkaz bogatego Suraj Singh Tharpara (Amrish Puri) mają wrażenie, że zabili nie tę osobę. Obawiają się, że Baadshah – Raj może im pokrzyżować plan zamordowania premier Goa Gayatri Bachchan (Rakhee). Zaczyna się pościg za Baadshahem.

## Obsada
- Shahrukh Khan – Raj 'Baadshah
- Raakhee – minister Gayetri Bachchan
- Twinkle Khanna – Seema Malhotra
- Amrish Puri – Suraj Singh Thaper
- Johnny Lever – Ram Lal
- Prem Chopra – szef policji
- Shashikala – matka Baadshaha
- Deepak Tijori – agent policji Deepak Malhotra
- Sharat Saxena – Moti
- Sachin Khedekar – Tyagraj Bachchan

## Muzyka filmowa
Twórcą muzyki filmowej i piosenek jest Anu Malik.
- "Baadshah O Baadshah" – Abhijeet
- "Hum To Deewane Huye" – Abhijeet i Alka Yagnik
- "Main To Hoon Pagal" – Abhijeet
- "Mohabbat Ho Gayi" – Abhijeet i Alka Yagnik
- "O Baby" – Anu Malik
- "Woh Ladki Jo" – Abhijeet

## Nagrody i nominacje do nagród
- Shah Rukh Khan – nominacja do Nagrody Filmfare dla Najlepszego Aktora Komediowego
- Amrish Puri – nominacja do Nagrody Filmfare za Najlepszą Rolę Negatywną
- Shah Rukh Khan – Nagroda IIFA dla Najpopularniejszego Aktora 1999